# 올리비아 포프
올리비아 포프(영어: Olivia Pope)는 숀다 라임스가 제작한 미국의 TV 드라마 《스캔들》의 주인공이다. 배우 케리 워싱턴이 연기했으며, 실존인물인 변호사 주디 스미스를 모티브로 한 인물이다. 전 백악관 비서실장이었으며 퇴직 후 변호사가 되어 위기관리회사를 운영중이다.